# Marlon Ritter
Marlon Ritter (Essen, 1994. október 15. –) német labdarúgó, aki 2020-tól az 1. FC Kaiserslautern csatára.

## Pályafutása
Ifjúsági szinten a SpVg Schonnebeck csapatánál kezdte karrierjét, majd a Schalke 04, a ESG 99/06 Essen és a Rot-Weiß Essen együtteseinél is megfordult. 2011-ben az Essen csapatától került a Borussia Mönchengladbach akadémiájára. Egy év után bekerült a tartalék csapat keretébe. 2012. november 28-án debütált a Köln II ellen a negyedosztályban.
Az első gólját a tartalék csapatban a 2013–14-es szezon első meccsén a VfL Bochum II ellen 4-1-re megnyert bajnoki mérkőzésen szerezte meg a 43. percben, majd gólpasszt adott Sven Michelnek. 2013. november 3-án megszerezte első mesterhármasát a SV Lippstadt 08 együttese ellen.

## Statisztika
2016. június 15. állapot szerint.
| Klub               | Szezon           | Bajnokság | Bajnokság | Kupa  | Kupa  | Nemzetközi | Nemzetközi | Összesen | Összesen |
| Klub               | Szezon           | Meccs     | Gólok     | Meccs | Gólok | Meccs      | Gólok      | Meccs    | Gólok    |
| ------------------ | ---------------- | --------- | --------- | ----- | ----- | ---------- | ---------- | -------- | -------- |
| Mönchengladbach II | 2012–13          | 2         | 0         | 0     | 0     | —          | —          | 2        | 0        |
| Mönchengladbach II | 2013–14          | 27        | 7         | 0     | 0     | —          | —          | 27       | 7        |
| Mönchengladbach II | 2014–15          | 31        | 13        | 0     | 0     | —          | —          | 31       | 13       |
| Mönchengladbach II | 2015–16          | 32        | 24        | 0     | 0     | —          | —          | 32       | 24       |
| Mönchengladbach    | 2014–15          | 0         | 0         | 0     | 0     | 0          | 0          | 0        | 0        |
| Mönchengladbach    | 2015–16          | 0         | 0         | 0     | 0     | 0          | 0          | 0        | 0        |
| Karrier összesen   | Karrier összesen | 92        | 44        | 0     | 0     | 0          | 0          | 92       | 44       |